# Кожокулова, Гуля Акматкуловна
Кожокулова Гуля Акматкуловна (род. 13 апреля 1965, город Фрунзе) — депутат Жогорку Кенеша Кыргызской Республики VII созыва от политической партии «Бүтүн Кыргызстан» (с 2021 года). Член Комитета по конституционному законодательству, государственному устройству, судебно-правовым вопросам и Регламенту (с января 2022 года).

## Биография

### Детство
Родилась 13 апреля 1965 года в городе Фрунзе Киргизской ССР. По национальности киргизка.

### Образование
В 1987 году с отличием завершила обучение на юридическом факультете Киргизского государственного университета имени 50-летия СССР (ныне Кыргызский национальный университет имени Жусупа Баласагына) по специальности «Правоведение».

### Трудовая деятельность
С августа по октябрь 1987 года работала в Министерстве юстиции СССР, являлась государственным нотариусом 1-й государственной нотариальной конторы города Фрунзе. С октября 1987 года переведена в органы Прокуратуры Киргизской ССР, работала в Прокуратуре Ленинского района города Фрунзе на должности стажера, помощника, а затем старшим помощником прокурора района.
С 1992 по 1998 годы трудилась в Генеральной прокуратуре Кыргызской Республики, в Прокуратуре города Бишкека. Здесь была старшим помощником прокурора города, начальником отдела, а затем и прокурором следственного отдела. С 1998 по 2003 годы работала начальником отдела по надзору за расследованием экономических преступлений и коррупции в прокуратуре города Бишкека. С 2003 по 2007 годы трудилась начальником общего отдела в Генеральной прокуратуре Кыргызской Республики. С 2007 по 2008 годы работала первым заместителем прокурора города Бишкека. С 2008 по 2011 годы — прокурор Ленинского района города Бишкека.
С 2003 по 2011 годы — являлась членом экспертной группы по разработке законопроектов, включая работу по внесению изменений и дополнений в УК КР,УПК КР, и.д. кодексы Киргизии. В 2012 году была членом экспертной рабочей группы по госпрограмме «Развитие судебной системы в Кыргызской Республики в 2013—2017 годах».
В ноябре 2021 года избрана депутатом VII созыва Жогорку Кенеша Кыргызской Республики от политической партии «Бүтүн Кыргызстан». С января 2022 года является членом Комитета по конституционному законодательству, государственному устройству, судебно-правовым вопросам и Регламенту.

### Семья
Мать двоих детей.